# 버디 스완
폴 버디 스완(Paul Buddy Swan 또는 Paul Benjamin Swan, 1929년 10월 24일 ~ 1993년 3월 21일)은 시민케인에서 찰스 포스터 케인의 아역을 맡은 것으로 유명한 미국의 아역 배우다.